# Atlas (vertebră)
În anatomie, atlas (C1) reprezintă cea mai de sus vertebră cervicală a coloanei vertebrale (prima), fiind localizată la nivelul gâtului. Este numită după Atlas din mitologia greacă deoarece, la fel cum Atlas a sprijinit globul, susține întregul cap.
Împreună cu axisul (vertebra de sub ea), contribuie la formarea unor articulații prin care craniul este legat de coloana vertebrală. Atlasul și axisul sunt vertebre, specializate pentru a permite un interval de mișcare mai mare decât vertebrele normale. Ele sunt responsabile pentru mișcările de flexie și rotație ale capului.
Articulația atlanto-occipitală permite capului să se mobilizeze în plan sagital, în timp ce axisul acționează ca și un pivot, care, permite atlasului și capului atașat să se rotească în plan transversal.